# Жокум, Майкл
Михаэль Жокум (англ. Michael Jochum) — один из дополнительных музыкантов ню-метал-группы Korn. Выполнял обязанности второго перкуссиониста, выступая в маске свиньи в турах See You on the Other Side и Family Values 2006, а также на акустическом выступлении в рамках серии концертов MTV Unplugged. На MTV Unplugged: Korn Жокум был основным ударником, так как постоянный барабанщик группы Дэвид Сильверия ушёл в отпуск.
Жокум покинул ряды дополнительных музыкантов группы вскоре после европейского тура Korn в 2007, из-за изменений в сет-листе для концертов, который не требовал участия Жокума как ударника.
Жокум вернулся в команду Korn в ноябре 2007, после ухода Джои Джордисона обратно в Slipknot. Также Михаэль Жокум является членом команды для акустического сольного турне Джонатана Дэвиса. Жокум разделит обязанности барабанщика с Рэем Лузье в европейском туре 2008 года.